# Vlag van Bakel en Milheeze

Vlag van de gemeente Bakel en Milheeze
(1935-1997)

De vlag van Bakel en Milheeze werd tijdens het 750-jarig bestaan van 's-Hertogenbosch in 1935  als defileervlag gebruikt tijdens de vlaggenparade, en is daarna beschouwd als de gemeentelijke vlag van de Noord-Brabantse gemeente Bakel en Milheeze. De vlag kan als volgt worden beschreven:
Vierkant, rood met wit geblokt van 16 stukken, met in het kanton een vierkant blauw veld ter grootte van vier blokken, met daarop in geel de H. Willibrordus.
De vlag is gebaseerd op de vlag van Noord-Brabant en het gemeentewapen, waarvan de tekening op het wapenschild in het kanton is weergegeven.
Meerdere gemeenten hebben de defileervlag als gemeentevlag gebruikt, hoewel deze slechts voor de gelegenheid was vervaardigd. Noord-Brabant had daarin de primeur tijdens het 750-jarig bestaan van 's-Hertogenbosch. In 1938 werd in Amsterdam een defilé gehouden ter gelegenheid van het veertigjarig regeringsjubileum van koningin Wilhelmina, waarin alle gemeenten zonder eigen vlag een dergelijke vlag meedroegen.
Op 1 januari 1997 is de gemeente Bakel en Milheeze opgegaan in Gemert-Bakel), waarmee de vlag als gemeentevlag kwam te vervallen.

## Verwante afbeelding

Wapen van Bakel en Milheeze

Aalburg 
· Aarle-Rixtel 
· Alphen en Riel 
· Bakel en Milheeze 
· Beek en Donk 
· Beers 
· Berghem 
· Berkel-Enschot 
· Berlicum 
· Bladel en Netersel 
· Borkel en Schaft 
· Boxmeer 
· Budel 
· Chaam 
· Cuijk 
· Cuijk en Sint Agatha 
· Den Dungen 
· Diessen 
· Dinteloord en Prinsenland 
· Drunen 
· Dussen 
· Engelen 
· Erp 
· Esch 
· Escharen 
· Fijnaart en Heijningen 
· Geffen 
· Geldrop 
· Gemert 
· Giessen 
· Ginneken en Bavel 
· Grave 
· 's Gravenmoer 
· Haaren 
· Halsteren 
· Haps 
· Heesch 
· Heeswijk-Dinther 
· Heeze 
· Helvoirt 
· Hoeven 
· Hooge en Lage Mierde 
· Hooge en Lage Zwaluwe 
· Hoogeloon, Hapert en Casteren 
· Huijbergen 
· Klundert 
· Landerd 
· Leende 
· Liempde 
· Lieshout 
· Lith 
· Luyksgestel 
· Maarheeze 
· Maasdonk 
· Made en Drimmelen 
· Megen, Haren en Macharen 
· Mierlo 
· Mill en Sint Hubert 
· Moergestel 
· Nieuw-Ginneken 
· Nieuw-Vossemeer 
· Nistelrode 
· Nuland 
· Oeffelt 
· Oost-, West- en Middelbeers 
· Oploo, Sint Anthonis en Ledeacker 
· Ossendrecht 
· Oud en Nieuw Gastel 
· Oudenbosch 
· Prinsenbeek 
· Putte 
· Raamsdonk 
· Ravenstein 
· Reusel 
· Riethoven 
· Rijsbergen 
· Rijswijk 
· Roosendaal en Nispen 
· Rosmalen 
· Schaijk 
· Schijndel 
· Sint Anthonis 
· Sint-Oedenrode 
· Sprang-Capelle 
· Standdaarbuiten 
· Terheijden 
· Teteringen 
· Uden 
· Udenhout 
· Veghel
· Vessem, Wintelre en Knegsel 
· Vierlingsbeek 
· Vlijmen 
· Wanroij 
· Waspik 
· Werkendam 
· Westerhoven 
· Willemstad 
· Woudrichem 
· Wouw 
· Zeeland 
· Zevenbergen